# Tower Hamlets
Tower Hamlets és un districte Londinenc, Regne Unit. Exactament de l'àrea coneguda com a Est de Londres, i contenint el nucli de l'East End tradicional. Està situat a l'est de Ciutat de Londres (centre de Londres) i al nord del riu Tàmesi. Inclou la major part dels Docklands, antiga zona portuària i actualment barri residencial i comercial. Molts dels edificis més alts de Londres es troben a Isle of Dogs al sud del districte. Tower Hamlets és un dels cinc districtes de Londres que serà seu dels Jocs Olímpics d'Estiu de 2012.

## Barris de Tower Hamlets
El districte de Tower Hamlets està format pels següents barris:
| - Bethnal Green - Blackwall - Bow - Bromley-by-Bow - Cambridge Heath - Cubitt Town - Docklands - East Smithfield - Globe Town - Haggerston - Isle of Dogs - Limehouse | - Mile End - Millwall - Old Ford - Poplar - Ratcliff - Shadwell - Shoreditch - Spitalfields - Stepney - Wapping - Whitechapel |